# 에드워드 브래독
에드워드 브래독(Edward Braddock, 1695년 ? - 1755년 7월 13일)은 영국군의 장군이며, 프렌치 인디언 전쟁의 시작 시점에서 북미 총사령관을 맡고 있었다. 펜실베이니아 서부에 있던 프랑스군의 요새를 공략하기 위해 브래독 원정대를 이끌고 갔지만 머논가힐라 전투에서 대패하여 전사했다.

## 생애
브래독은 1695년경 스코틀랜드에서 에드워드 브래독 소장(? - 1725년)의 아들로 태어났다. 브래독 군 경력은 1710년 10월 11일에 콜드 스트림 가즈에서 시작되었다. 1716년에는 그레네이더 중대의 중위로 승진하였다. 1736년에는 대위로 진급하였고, 1743년에는 소령으로 그리고, 1745년 11월 21일에는 중령으로 승진하였다. 1753년 2월 17일, 제14 보병연대(이후 프린스 오브 웨일즈 오운(웨스트 요크셔)의 연대장이 되어, 1754년 소장으로 승진했다.

### 프렌치 인디언 전쟁
브래독은 미국 프렌치 인디언 전쟁 때 지휘관이 되어 영국군 정규병 2개 연대를 이끌고 1755년 2월 19일, 버지니아에 상륙했다. 4월 14일, 브래독은 알렉산드리아 위원회에서 식민지의 지사들과 회견하고 프랑스를 공략해야 한다고 설득했다.
브래독은 전군을 네 부분으로 나누어 공격을 작전을 세웠다. 매사추세츠의 윌리엄 셜리 지사가 나이아가라 요새(현재 뉴욕)를 공격하고, 윌리엄 존슨 장군이 크라운 포인트(세인트 프레드릭)를, 로버트 멍크튼 대령이 펀디 만에 있는 보세수르 요새(현재 뉴브런즈윅)를, 브래독 자신은 오하이오 강에 포크스에 있는 듀케인 요새(현재 펜실베이니아 피츠버그 근처)를 공격하는 것이었다.
브래독은 행정 혼란과 부족한 물자를 조달한 몇 달의 준비 끝에, 엄선한 부대를 데리고 출발했다. 이 부대에는 자원 장교로 당시 23세의 조지 워싱턴도 있었다. 브래독은 아직 프랑스군과 동맹하지 인디언 부족으로부터 징병을 시도했지만 대부분 실패로 끝나고, 척후로 8명의 밍고족만 고용했다. 그 지역의 인디언, 특히 유명한 델라웨어 족의 신가스 추장은 중립 상태였다. 유럽의 양대 강국에 끼여, 인디언들은 패자에게 붙을 수는 없었다. 브래독의 성공 여부가 그 선택을 좌우하게 될 것이었다.

### 브래독 원정대
1755년 5월 29일, 메릴랜드의 컴벌랜드 요새를 출발 한 원정대는 보급의 어려움에 직면하게 되었다. 대부대로 이동하는 데 따른 장비, 식량, 그 원정의 목적을 위해 가장 중요한 대포를 이동시키면서, 짙은 숲에 덮인 앨러게니산맥과 펜실베이니아 서부의 땅을 지나 약 110 마일 (180 km)의 길을 가야했다. 펜실베이니아 식민지 의회의 대표자였던 벤저민 프랭클린은 브래독 원정대를 위해 마차와 물자를 구입하는 데 도움을 주었다. 짐마차의 마부 중에는 나중에 미국의 역사에서 전설적인 인물이 된 대니얼 분이나 대니얼 모건이 있었다. 또한 영국군 중에는 미국 독립 전쟁에서 적과 아군으로 나뉘어 싸우게 된 토마스 게이지와 찰스 리, 호레이쇼 게이츠가 있었다.
원정대의 행보는 둔했다. 브래독 도로라는 도로를 만들면서, 하루에 2마일 (3.2 km) 밖에 진군하지 못한 경우도 있었다. 진행을 빠르게 하기 위해 브래독은 약 1500명으로 구성된 ‘급행 부대’와 토마스 던바 대령 지휘를 맡겼던 짐수레 부대로 나누었다. 원정대는 길을 통해 이전 해 여름에 워싱턴이 프랑스군에게 패배를 당했던 네세시티 요새의 흔적을 통과했다. 행군 중에 프랑스군과 인디언의 병력이 나타났지만, 작은 충돌만 했을 정도였다.
한편 듀케인 요새에 주둔한 프랑스군은 정규병과 캐나다 민병대를 합쳐 약 250명에 지나지 않았고, 요새 밖으로 인디언 동맹군이 640여명이 숙영을 하고 있었다. 인디언은 프랑스와 오랫동안 교류를 해온 다양한 종족, 오타와 족, 오지브와 족, 포타와토미 족들이 모였다. 프랑스군 지휘관은 인디언 척후 부대를 통해 영국군이 요새를 포위하기 위하여 행군해 오고 있다는 정보를 입수하고, 요새가 영국군의 대포를 버틸 수 없다고 판단하고 선수를 치기로 했다. 머논가힐라 강을 건너는 영국군을 매복하여 기습하기로 한 것이었다. 인디언 전사들은 처음에는 그런 대규모 영국군 부대를 공격하는 것을 망설였지만, 프랑스군 지휘관은 인디언 전투 복장과 전투 화장을 하면서까지 그의 지휘에 따르도록 인디언들을 설득했다.

### 머논가힐라 전투

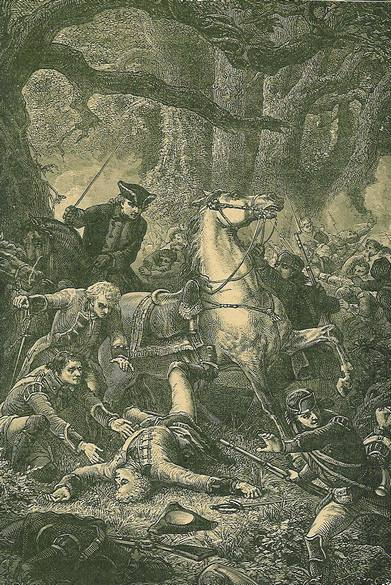
브래독 장군의 전사

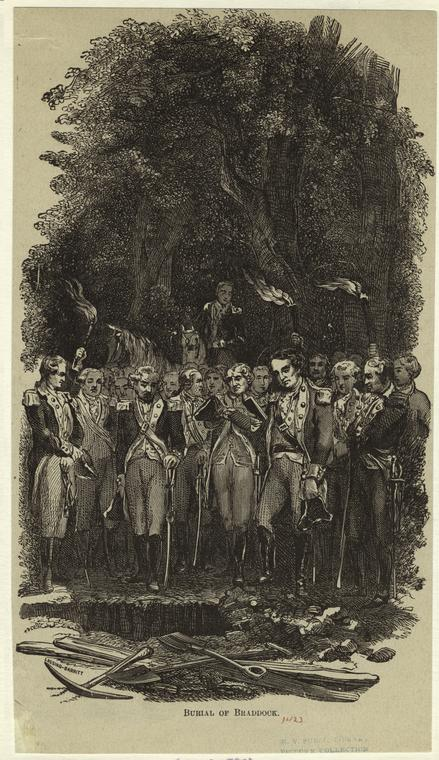
브래독 장군의 매장

1755년 7월 9일, 브래독 원정대가 듀케인 요새 남쪽 약 9마일(14 km) 지점에서 저항도 없이 머논가힐라 강을 건넜다. 토마스 게이지 중령이 이끄는 선발대는 전진을 하다가 갑자기 프랑스 인디언 연합군의 기습에 당했다. 프랑스 인디언 연합군은 강을 급히 서둘러 계획보다 늦게 매복을 하려면 시기를 기다리고 있었다. 게이지 부대와 프랑스 인디언 연합군은 치열한 난전에 돌입하였고, 프랑스군 지휘관이 전사했다. 그러나 그 전사에도 불구하고 프랑스 인디언 연합군의 사기는 줄어들지 않았고, 전진을 계속했다. 오늘날 머논가힐라 전투(황야의 싸움, 또는 정확히 브래독 패배, 모두)로 알려진 전투가 시작되었다. 브래독의 강력한 부대는 약 1,500명이었으며, 프랑스 인디언 연합군은 900명에도 못 미치는 숫자였다.
첫 번째 전투에서 게이지의 선발대는 후퇴를 했다. 좁은 길에서 게이지 부대의 총성을 듣고 빠르게 전진을 시작했던 브래독의 주력 부대와 맞닥뜨리게 되었다. 군 전체의 대형이 무너졌고, 캐나다 민병대와 인디언이 길 양쪽의 나무 그늘이나 협곡에서 영국병을 포위하고 저격을 계속했다. 이 때 프랑스군 정규병이 전진하며 영국군에 압박을 가해 왔다. 영국군 장교들은 좁은 길 위에서 대열을 정렬하려 했지만, 대부분 쓸데없는 행동이었며, 숨어있는 적에게 목표가 될 뿐이었다. 대포도 있었지만, 그런 협소한 전장에서는 소용이 없었다. 영국군을 따라온 식민지 민병대는 도망을 가거나, 반격을 하였다. 이 혼란의 와중에 나무 그늘에서 반격하던 민병대가 적으로 오인당해, 영국 정규병에 총격을 당하기도 했다.
세 시간에 걸친 치열한 전투 끝에, 브래독은 몇 번이나 병력을 고무시키며 분전했지만, 결국 오른팔과 폐를 맞아 쓰러졌다. 격렬한 저항도 거기까지였다. 하지만 워싱턴은 지휘를 맡는 입장에 있지 않았음에도 불구하고, 그 지휘를 맡아 철수하는 군을 정비하여 전장을 이탈할 수 있었다. 이것으로 그는 ‘머논가힐라의 영웅’이라는 별명이 붙여 후세에 이어지는 명성을 얻게 되었다.
해질 때까지 남아있던 영국군과 식민지 민병대는 자신들이 만들면서 온 길을 통해 퇴각했다. 브래독은 워싱턴과 다른 장교(로버트 옴 대위 또는 로버트 스튜어트 중령)에 전장에서 수습되어 탈출했지만, 전투 4일 후 7월 13일에 죽었다. 브래독의 시신은 그레이트 메도우즈 서쪽, 네세시티 요새에 묻혔다. 브래독이 묻힌 장소는 길 한가운데이며, 사체가 발견되어 모욕당하지 않도록 그 위에 짐마차가 엎었다. 목사도 중상을 입고 있었기 때문에 워싱턴이 매장식을 담당했다.
브래독 원정대의 전투에 참여한 1,460여명 중 456명이 전사하고 부상자는 421명에 이르렀다. 장교들이 집중적으로 공격 목표가 되었기 때문에 피해가 큰 86명의 장교 중 63명이 전사하거나 부상을 입었다. 영국군은 몸종과 요리를 담당할 50명 정도의 여성도 수행했지만, 살아남은 것은 4명에 불과했다. 250명의 프랑스 캐나다병은 8명이 전사하고, 4명이 부상당했으며, 인디언 전사는 637명 중 15명이 전사하고, 12명이 부상당했다.
짐수레 부대를 지휘했던 던바 대령은 잔존 부대가 돌아오자 지휘를 맡았다. 던바는 철수 전에 물자나 대포를 파괴하라고 명령하고, 그래서 약 150량의 수레를 불태웠다. 아이러니하게도, 그 당시도 영국군 세력은 적들보다 숫적 우위를 가지고 있었지만, 사기는 떨어졌고, 조직은 흐트러졌기 때문에 더 이상 임무를 계속할 수는 없었다.

## 여파

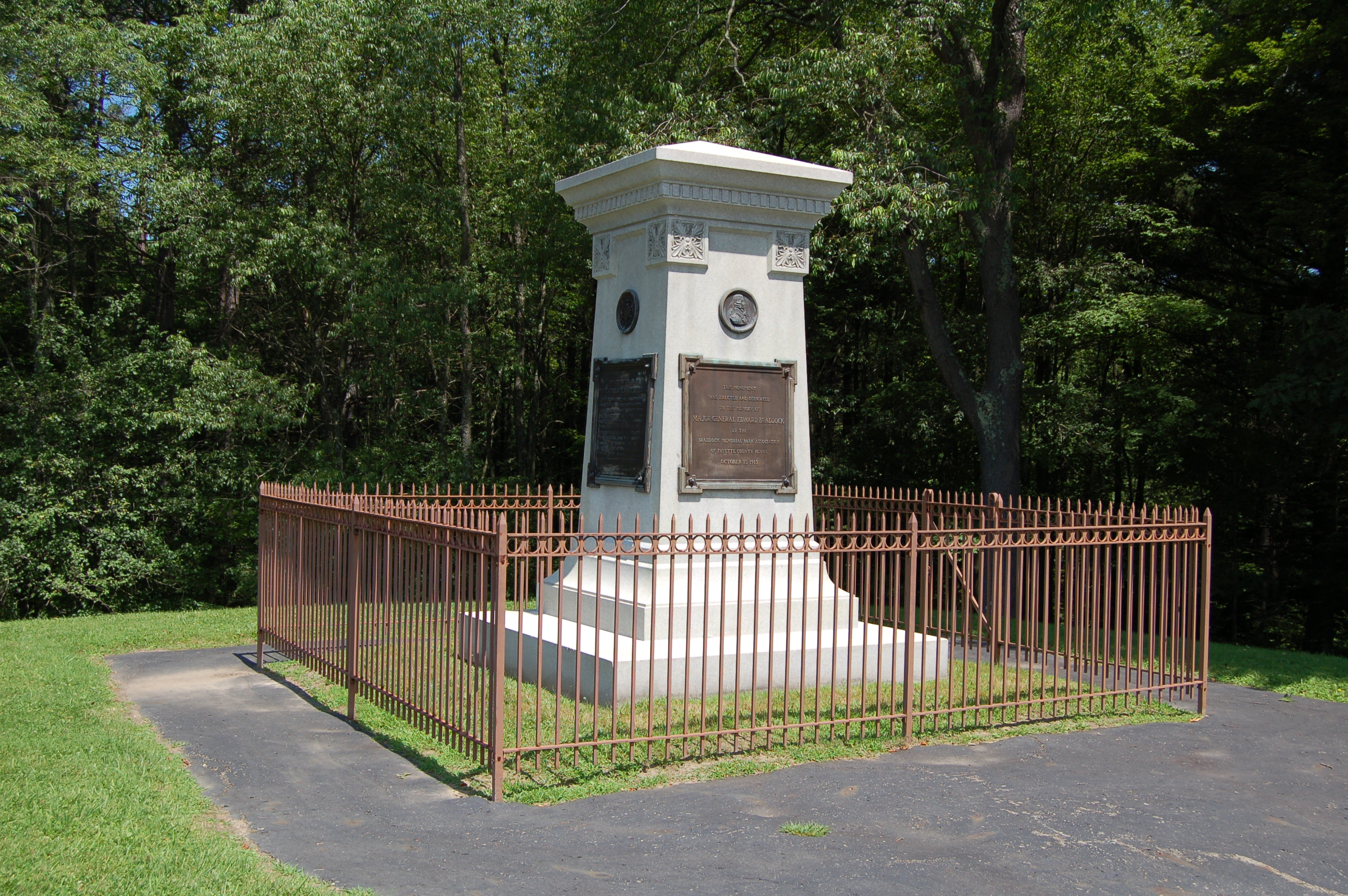
브래독 장군의 묘지

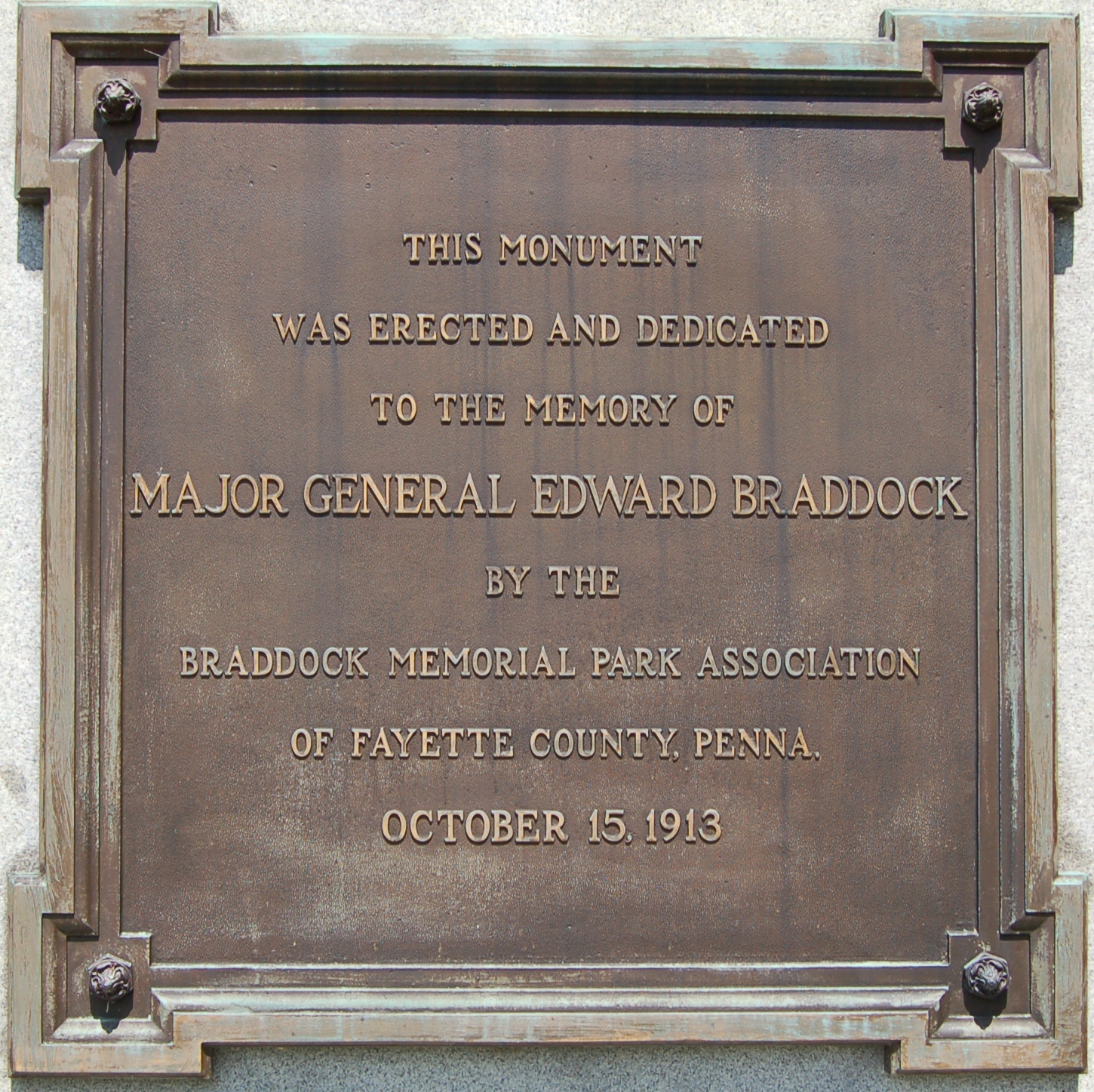
브래독 장군의 묘비석

머논가힐라 전투에서 브래독의 패배는 그 지역 주민들에게는 큰 사건이었다. 프랑스군과 동맹을 맺은 인디언들은 오하이오 영토 지배권 쟁탈에서 우세하졌고, 잔인한 변방 전쟁이 더욱 치열해 졌다. 중립을 지키던 이 지역의 인디언들은 더 이상 중립을 지키기 어려워졌다. 펜실베이니아와 버지니아의 변경에 살던 식민지 개척민들은 군대의 보호를 상실한 상태가 되자 급히 수비대를 조직하였다. 이 변경의 투쟁은 1758년 포브스 원정대의 성공의 결과로 프랑스군이 듀케인 요새를 포기할 때까지 계속됐다.
1804년, 브래독의 것으로 보이는 인골이 그레이트 메도우즈 서쪽 약 1.5 마일(2.4 km) 도로에서 도로 공사 작업 중에 의해 발견됐다. 유골은 검사 후 재매장되었다. 1913년에 대리석 비가 새 묘지에 세워졌다. 브래독이 빈사의 중상을 입은 전장은 현재 브래독 마을이 되었다.

## 논란
브래독 원정대가 수적 우위의 정규병과 월등한 화력을 가지고 있었음에도 불구하고, 비참한 패배를 당한 것에 대해 전투 후 곧바로 논의가 시작되었고 오늘날까지 계속되고 있다. 그 비난의 대상은 브래독과 장교들, 또한 영국 정규병이나 식민지 민병대까지 다양하게 걸쳐있다. 워싱턴 자신은 브래독을 옹호했지만, 영국군에게 잘못이 있었다고 말했다.
브래독이 구사한 전술도 논의의 대상이 되고 있다. 브래독은 예전부터 유럽식 방법, 즉 군인들이 어깨와 어깨를 맞대고 일렬로 늘어서 일제히 사격을 하는 스타일을 고집한 탓으로, 변경 전투에 적합하지 않았고, 많은 손실을 입었다고 생각하는 사람들이 많다. 미국 식민지가 변방의 싸움에서 배운 전술은 병사가 그늘에 숨어서 총격을 하는 이른바 인디언 방식이었으며, 그 때문에 위의 논란이 성립한다.
소수 의견이지만 군사 전략을 연구하는 역사학자들이 지적하는 것은 유럽에서 사용되는 집중 포화가 제대로 이루어지면 무적이며, 변방에서 전술의 우수성은 미국의 신화였다고 반박하고 있다. 이 이론 제안자에 따르면 브래독의 실패는 국경에서의 전술을 쓰지 않았던 것은 아니라 전통적인 군사 원칙을 제대로 사용하지 않고, 특히 장거리 정찰을 하지 않았던 것에 기인한다고 주장했다.
벤저민 프랭클린의 자서전에는 브래독 장군이 부대를 위해 물자를 모으고 협력했다는 기술이 있다. 또한 브래독과의 대화에서, 협곡을 행군하면 매복당할 위험이 있다고 분명히 경고했다고 쓰여있다.